# Låt gråten och klagan få stillna
Låt gråten och klagan få stillna är en latinsk begravningspsalm av Aurelius Prudentius Clemens från 400-talet. Titelraden i svenska psalmböcker har varit Hörer til i Christtrogne alle och Nu tystne de klagande ljuden.  Översatt till tio tyska verser, av Nicolaus Hermann med titelraden Höret auf mit Trauren und Klagen och sen översatt till svenska med tillägg av två verser. Översättningen till svenska har okänt upphov, men är närmare det latinska originalet än den tyska översättningen. Inledningen ändrades vid den senaste bearbetningen till 1986 års psalmbok av Olov Hartman 1979 till "Låt gråten och klagan få stillna". I samband med Hartmans bearbetning minskade antalet verser från tolv till åtta och dessutom försvann noteringar om tidigare översättare. Av 1819 och 1937 års psalmbok framgår att Johan Olof Wallin gjorde en översättning 1816. Melodin är medeltida nedtecknad i Wittenberg 1542.
De latinska texten inleds:
Iam moesta quiesce querela:
Lacrymas suspendite matres
Den svenska texten inleds 1650 med orden:
Hörer til i Christtrogne alle
Huru i eder skolen hålla

## Publicerad i
- 1572 års psalmbok med titeln IAm mœsta quiesce querela eller HÖrer til i Christrogne alle under rubriken "CARMEN EXEQVIALE ex Prudentio".[2]
- Göteborgspsalmboken 1650 med inledningen Hörer til i Christrogne alle under rubriken "Om Döden och Domen".[3]

- 1695 års psalmbok som nr 401 med inledningen Hörer til i Christtrogne alle under rubriken "Begrafnings-Psalmer".
- 1819 års psalmbok som nr 492 med titelraden "Nu tystne de klagande ljuden", under rubriken "Med avseende på de yttersta tingen: Begravningspsalmer: I allmänhet".
- Metodistkyrkans psalmbok 1896 som nr 460 med titelraden "Nu tystne de klagande ljuden", under rubriken "Död och uppståndelse".
- 1937 års psalmbok som nr 571 med titelraden "Nu tystne de klagande ljuden", under rubriken "Det kristna hoppet inför döden".
- Den svenska psalmboken 1986 som nr 623 med nya titelraden, under rubriken "Livets gåva och gräns".
- Finlandssvenska psalmboken 1986 som nr 238 med under rubriken "Begravning" med melodi av Rudolf Lagi, 1886.
- Psalmer och Sånger 1987 som nr 727 med nya titelraden, under rubriken "Framtiden och hoppet - Livets gåva och gräns".[1]